# Прва српска железница (ТВ филм)
„Прва српска железница” је југословенски ТВ филм из 1979. године. Режирао га је Арсеније Јовановић који је написао и сценарио.

## Радња
Драма приказује укључивање једне заостале земље у век техничког прогреса са свим недоумицама, дилемама и противречностима које се јављају у таквим преломним моментима.
"Прва српска железница" рађена је на основу аутентичних скупштинских записа и мемоарских сведочанстава, а за музичке куплете коришћени су записи из сатиричне штампе оног времена.

## Улоге
| Глумац                  | Улога                                   |
| ----------------------- | --------------------------------------- |
| Милош Жутић             | Чедомиљ Мијатовић                       |
| Јован Милићевић         | Михајло Валтровић                       |
| Марко Тодоровић         | Илија Гарашанин                         |
| Миодраг Радовановић     | Милан Ђ. Милићевић                      |
| Павле Богатинчевић      | Коста Месаровић                         |
| Бранко Плеша            | Стојан Новаковић, министар просвете     |
| Милутин Јаснић          | Алекса Ђ. Поповић                       |
| Слободан Алигрудић      | Алекса Поповић                          |
| Драгомир Бојанић Гидра  | Ранко Тајсић                            |
| Ђорђе Јелисић           | Поп Иван Протић                         |
| Данило Бата Стојковић   | Марко Богдановић                        |
| Милан Пузић             | Михајло Розен                           |
| Раде Марковић           | Емил Бонти                              |
| Петар Банићевић         | Светомир Николајевић                    |
| Бранислав Цига Јеринић  | Генерал Катарџи (као Бранислав Јеринић) |
| Живојин Жика Миленковић | Трифун Јеремић (као Жика Миленковић)    |
| Марко Николић           | Никола Пашић                            |
| Драган Максимовић       | Кнез Милан Обреновић                    |

Остале улоге  ▼
| Глумац                    | Улога                         |
| ------------------------- | ----------------------------- |
| Предраг Ејдус             | Мита Ракић                    |
| Драгомир Чумић            | Вељко Јаковљевић              |
| Арсен Дедић               | Певач                         |
| Владимир Јевтовић         | Драгомир Рајовић              |
| Ђорђе Јовановић           |                               |
| Милутин Мићовић           | Записничар (као Мики Мићовић) |
| Горан Плеша               |                               |
| Мирослав Дуда Радивојевић |                               |
| Боро Стјепановић          |                               |
| Јосиф Татић               | Милан Ђурић, свештеник        |
| Душан Вујновић            |                               |
| Бранимир Замоло           | (као Бане Замоло)             |
| Владан Живковић           | Станко Петровић               |
| Предраг Живковић Тозовац  | Певач                         |